# 田中美代子
田中 美代子（たなか みよこ、1936年10月18日 - 2023年12月21日）は、日本の文芸評論家。本名は木暮美代子。
埼玉県秩父市出身。早稲田大学文学部仏文科卒業。1965年に『文学者』に発表した「三島由紀夫小論」で注目される。
田中が郵送した『文学者』を読んだ三島は書簡を返信し、新潮文庫版『獣の戯れ』の解説執筆を要請し、以後も『午後の曳航』や『天人五衰』などの文庫解説を書き、講談社版『三島由紀夫短篇全集』全6巻の解説を担当。新潮社での旧版『三島由紀夫全集』編纂も務めた。生前の三島とは、直接の面会はなかった。

## 著書
- 『ロマン主義者は悪党か』新潮社 1971
- 『若き女たちの主題』PHP研究所 1975
- 『さみしい霊魂 作家論ノート』エポナ出版 1979
- 『天使の幾何学 田中美代子・評論集』出帆新社 1980
- 『女こそは花の花』経済往来社 1992
- 『小説の悪魔 鷗外と茉莉』試論社 2005
- 『三島由紀夫 神の影法師』[6]新潮社 2006
- 編『鑑賞日本現代文学 第23巻  三島由紀夫』角川書店 1980